# Voluntary Carbon Market
Voluntary Carbon Market (manchmal deutsch freiwilliger Kohlenstoffmarkt) ist ein Markt für Emissionszertifikate, auf dem die nachfragenden Institutionen, Unternehmen und Personen freiwillig ihre CO2-Emissionen durch Kauf und Stilllegung der Zertifikate ausgleichen können (Klimakompensation). Die auf dem freiwilligen Markt gehandelten Zertifikate heißen Voluntary Emission Reduction oder Verified Emission Reduction (VER).
Die Anbieter führen Projekte durch, mittels derer sie Treibhausgasemissionen reduzieren oder neue Kohlenstoffsenken schaffen wollen. Dabei richten sie sich in der Regel nach einem Standard einer unabhängigen Stelle, die die Projekte meist prüft und nachgewiesene Emissionsreduktionen in VER-Zertifikaten verbrieft. Durch den Verkauf der Zertifikate refinanzieren die Anbieter ihre Projekte. Der Kauf von Zertifikaten auf dem Voluntary Market trägt somit indirekt zur Finanzierung von Klimaschutzprojekten bei. Nur wenn dabei zusätzlich und dauerhaft Kohlenstoffemissionen vermieden oder Kohlenstoff zusätzlich und dauerhaft in Senken gebunden wird, werden tatsächlich Emissionen ausgeglichen.
Der Preis eines VER-Zertifikats hängt von den Eigenschaften des Reduktionsprojektes ab, darunter dessen Ort, der Art des Projekts und seiner Wirtschaftlichkeit und dem Ausgabejahr des Zertifikats. Im Jahr 2023 wurden VER im Umfang von ca. 160 Mio. t CO2e gehandelt, entsprechend etwa 0,5 % der globalen CO2-Emissionen des Jahres, die Preise lagen zwischen 4,76 und 12,01 US-Dollar.